# Najeeb Ullah
Najeeb Ullah, né le 15 février 1992, est un coureur cycliste pakistanais.

## Biographie
En 2016, Najeeb Ullah se classe troisième du championnat du Pakistan du contre-la-montre et dixième du championnat d'Asie du contre-la-montre. Aux Jeux sud-asiatiques, il remporte la médaille d'argent du contre-la-montre par équipes, avec ses coéquipiers pakistanais.
Au début de l'année 2017, il remporte une étape puis le classement général du Tour de Galiyat, organisé dans la province de Khyber Pakhtunkhwa,.

## Palmarès
- 2016
  -  Médaillé d'argent du contre-la-montre par équipes aux Jeux sud-asiatiques
  - 3e du championnat du Pakistan du contre-la-montre
- 2017
  - Tour de Galiyat :
    - Classement général
    - 3e étape
- 2018
  -  Champion du Pakistan du contre-la-montre
  - 3e étape du Tour de Khunjerab
  - 2e du Tour de Khunjerab
- 2019
  - Tour de Khunjerab :
    - Classement général
    - 1re, 2e et 4e étapes

## Classements mondiaux
| Année         | 2016 |
| ------------- | ---- |
| UCI Asia Tour | 543e |